# Turistområde

Vägmärke för turistområde.

Turistområde kallas ett område av stort turismintresse.
Turistområden fastställs i Sverige av Trafikverket och förses från 2004 med en brun/vit skylt liknande den som används för världsarv. Ansökan om skyltning kan göras hos Trafikverket.